# Campeonato Mundial de Voleibol Femenino Sub-23
El Campeonato Mundial de Voleibol Femenino Sub-23 es una competición internacional de voleibol. Tiene lugar cada dos años desde 2013. Los equipos se componen por mujeres de veintitrés años o menos.

## Palmarés
| N.º | Año  | Sede      |         |                      |                      |                      |
| --- | ---- | --------- | ------- | -------------------- | -------------------- | -------------------- |
| I   | 2013 | Tijuana   | China   | República Dominicana | Japón                | Estados Unidos       |
| II  | 2015 | Ankara    | Brasil  | Turquía              | República Dominicana | Japón                |
| III | 2017 | Eslovenia | Turquía | Eslovenia            | Bulgaria             | República Dominicana |

| Sede | Países                                        |
| ---- | --------------------------------------------- |
| 1    | México (2013) Turquía (2015) Eslovenia (2017) |

## Medallero
- Actualizado hasta Eslovenia 2017

| Núm. | País                 | Oro | Plata | Bronce | Total |
| ---- | -------------------- | --- | ----- | ------ | ----- |
| 1    | Turquía              | 1   | 1     | 0      | 2     |
| 2    | Brasil               | 1   | 0     | 0      | 1     |
| 2    | China                | 1   | 0     | 0      | 1     |
| 4    | República Dominicana | 0   | 1     | 1      | 2     |
| 5    | Eslovenia            | 0   | 1     | 0      | 1     |
| 5    | Japón                | 0   | 0     | 1      | 1     |
| 5    | Bulgaria             | 0   | 0     | 1      | 1     |
|      | TOTAL                | 3   | 3     | 3      | 9     |

## MVPpor edición
- 2013 –  China - Yao Di
- 2015 –  Brasil - Silvia Juma
- 2017 –  Turquía - Hande Baladın